# Crocallis extimaria
Crocallis extimaria är en fjärilsart som beskrevs av Jacob Hübner 1796/99. Crocallis extimaria ingår i släktet Crocallis och familjen mätare. Inga underarter finns listade i Catalogue of Life.